# KLM-vlucht 633
KLM-vlucht 633 was een passagiersvlucht van Amsterdam naar New York. Op 5 september 1954 verongelukte het toestel in Ierland, kort na de start op een modderbank in de rivier Shannon. Er waren 28 slachtoffers.

## Tritonramp
De Lockheed L-1049 Super Constellation genaamd Triton met vliegtuigregistratie "PH-LKY" had als gezagvoerder Adriaan Viruly, een van de meest gerenommeerde gezagvoerders van die tijd. Het toestel maakte een brandstofstop op Shannon Airport en steeg rond 2:30 uur op voor het trans-Atlantische gedeelte van de vlucht. Aan boord waren 46 passagiers en 10 bemanningsleden.
Minder dan een minuut na de start verongelukte het vliegtuig. Hoewel de plek van het ongeluk maar ongeveer 2500 meter verwijderd was van het vliegveld, had niemand daar iets gemerkt. De reddingsoperatie kwam op gang doordat de navigator uit het toestel klom, de rivier overstak en naar het vliegveld toeliep en alarm sloeg.
Het toestel lag gedeeltelijk onder water en minstens een van de brandstoftanks was beschadigd. Hierdoor ontstond er brandstofdamp waardoor meerdere passagiers en bemanningsleden bedwelmd raakten en verdronken in het opkomende getij. Drie bemanningsleden en 25 passagiers overleden.

## Oorzaak van de ramp
Kort na de start werd het motorvermogen teruggenomen. Ook gaf de gezagvoerder opdracht om het landingsgestel in te trekken. Vermoedelijk was het waarschuwingslampje dat aangeeft dat het landingsgestel niet is ingetrokken kapot. Kort daarop gaf de gezagvoerder (in de veronderstelling dat het landingsgestel was ingetrokken) opdracht om de landingskleppen in te trekken. Omdat het landingsgestel niet geheel was ingetrokken werd dit opnieuw (automatisch) uitgeklapt en verslechterde hierdoor het klimvermogen van het toestel. De gezagvoerder heeft hierop niet alert genoeg gereageerd. Het toestel kwam in een daalvlucht terecht en raakte het water.
Het feit dat de hoogtemeter van de gezagvoerder was ingesteld op de verkeerde luchtdruk en hierdoor een te lage hoogte aangaf heeft waarschijnlijk mede bijgedragen aan het ongeval.
Viruly, die als gevolg van het ongeluk vervroegd met pensioen ging, heeft altijd beweerd dat hem niets te verwijten viel omdat er simpelweg te weinig tijd was geweest om te reageren. Hij was verbitterd over de behandeling die hem door de KLM ten deel was gevallen.